# Banque des territoires
 (janvier 2019).
La Banque des territoires est une direction de la Caisse des dépôts et consignations créée en mai 2018. Elle regroupe les offres de la Caisse des dépôts et de ses filiales (Société centrale pour l'équipement du territoire - SCET, CDC Habitat) au service des territoires. Son site web est dévoilé le 20 novembre 2018, lors de la 101e édition du Salon des maires et collectivités locales.
Son bilan est jugé « encore limité » par la Cour des comptes, quatre ans après sa création.

## Objet
La Banque des territoires est créée alors que la Caisse des dépôts  fait face à un contexte de plus en plus concurrentiel et d’un besoin de plus de transparence. Avec cette réorganisation de son offre, elle permet à ses clients locaux de disposer d’une porte d’entrée unique, plus claire.
Elle mobilise 20 milliards d’euros par an pour financer les projets des collectivités et des acteurs du logement social. Elle dispose de 37 implantations locales, afin de bénéficier d’une plus grande proximité avec ses clients.
En septembre 2020, la Banque des territoires et Bpifrance lancent un « plan climat » de 40 milliards d'euros sur 5 ans destiné à soutenir les entreprises françaises dans leur transition écologique. La priorité est donnée aux rénovations de bâtiments et au développement d'énergies renouvelables, dotés de plus de 14 milliards d'euros chacun. Le reste du budget devrait être consacré à l'innovation (5,6 milliards d'euros), à la mobilité (3,5 milliards d'euros) et à l'industrie (1,5 milliard d'euros).

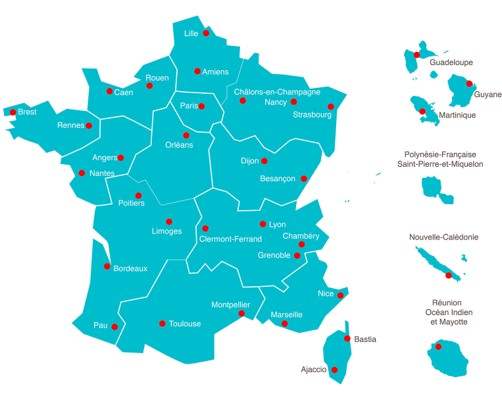